# Alvarado (Minnesota)
Alvarado – miasto w Stanach Zjednoczonych, w stanie Minnesota, w hrabstwie Marshall.